# Aflatoxin M1
Aflatoxin M1 ist eine chemische Verbindung aus der Gruppe der Aflatoxine.

## Vorkommen
Aflatoxine sind Stoffwechselprodukte (Metaboliten) von Schimmelpilzen, wie zum Beispiel von Aspergillus flavus, die vor allem in Futter- und Nahrungsmitteln zu finden sind. Aflatoxin M1 (AFM1) kommt insbesondere in Milch und Milchprodukten vor. Als ein Stoffwechselprodukt von Aflatoxin B1 (AFB1) entsteht AFM1 bei Tieren nach der Aufnahme von verschimmeltem Futter oder Futtermitteln durch Hydroxylierung von AFB1 in der Leber. Ausgeschieden wird AFM1 hauptsächlich mit der Milch und dem Urin. Der Übergang in Muskelfleisch oder Eier ist gering.

## Gewinnung und Darstellung
Eine Totalsynthese des racemischen Aflatoxin M1 wurde 1969 von George Büchi und Steven M. Weinreb veröffentlicht. Das Produkt wurde in einer vielstufigen Synthese ausgehend von Mono-tert-butylsuccinat und 4,6-Dihydroxybenzofuran-3-on erhalten.

## Eigenschaften
Aflatoxin M1 ist ein kristalliner Feststoff mit blau-violetter Fluoreszenz. Es ist sowohl ein hepatotoxisches als auch hepatokarzinogenes Mykotoxin, das bei Tieren Immunsuppression hervorruft.

## Sicherheitshinweise
Aflatoxin M1 ist krebserregend.

## Verwendung
Aflatoxin M1 wird als Referenzstandard in der chemischen Analyse zur Untersuchung der Belastung von Milch und Milchprodukten einschließlich Säuglingsanfangsnahrung verwendet. Es wurden zahlreiche Studien über die Auswirkungen der Verarbeitung auf die Konzentration von Aflatoxin M1 in der Milch durchgeführt, wobei die Ergebnisse variabel sind. Für Aflatoxin M1 wurde EU-weit ein Höchstwert von 0,05 μg/kg für Milch und von 0,025 µg/kg für Säuglingsanfangsnahrung und Folgenahrung, einschließlich eigens für Säuglinge bestimmter diätetischer Lebensmittel für besondere medizinische Zwecke festgesetzt.

## Externe Links zu erwähnten Verbindungen
1. ↑  Externe Identifikatoren von bzw. Datenbank-Links zu Mono-tert-butylsuccinat:  CAS-Nr.: 15026-17-2, EG-Nr.: 628-576-4, ECHA-InfoCard: 100.156.836, PubChem: 4139107, ChemSpider: 3351677, Wikidata: Q72492651.
2. ↑  Externe Identifikatoren von bzw. Datenbank-Links zu 4,6-Dihydroxybenzofuran-3-on:  CAS-Nr.: 3260-49-9, PubChem: 227444, ChemSpider: 197873, Wikidata: Q72466488.